# Anna-Joséphine Dufour-Onofrio
Anna-Joséphine Dufour-Onofrio, född 1817, död 1901, var en fransk-schweizisk entreprenör.
Hon var dotter till Michele Gaetano Onofrio, tyllfabrikant i Lyon, och gifte sig 1840 med Pierre Antoine Dufour, ägare av Dufour & Cie i Thal i Schweiz, ett företag som tillverkade silke för sildukar. Hon blev änka 1842 och utvecklade företaget till ett internationellt betydande företag. På några år gick företaget från 50 till 600 vävstolar. Hon specialiserade sig på storhåligt silke, sildukar särskilt tillverkade för att sila mjöl. 
Hon är ihågkommen för att ha grundat Thal-sjukhuset. Dufour & Cie förenades 1907 med Thal et Zurich och blev 1995 Sefar, som fortfarande är betydande. 